# Modello k-epsilon
Il modello {\displaystyle k-\epsilon } è il modello matematico più comunemente usato in fluido dinamica computazionale per simulare le caratteristiche medie del flusso in condizioni turbolente. Fa parte dei modelli a due equazioni, e dà una descrizione generale della turbolenza utilizzando due equazioni alle derivate parziali per il trasporto di {\displaystyle k} (l'energia cinetica turbolenta) ed {\displaystyle \epsilon } (la velocità di dissipazione dell'energia cinetica turbolenta). L'iniziale impeto per lo sviluppo del modello {\displaystyle k-\epsilon } venne dal miglioramento dei modelli basati sulla lunghezza di miscelazione, e come alternativa ai modelli che richiedono la specifica delle scale di lunghezza turbolenta attraverso equazioni algebriche.

## Principi
Rispetto a modelli di turbolenza passati, il modello {\displaystyle k-\epsilon } si concentra sui meccanismi che hanno un effetto sull'energia cinetica turbolenta. Questo rende il modello più generale dei modelli basati sulla lunghezza di miscelazione. L'assunzione di fondo del modello è che l'energia cinetica turbolenta sia isotropa, o in altri termini, che il rapporto tra il tensore degli stress di Reynolds e il tensore delle deformazioni medie sia lo stesso in tutte le direzioni.

## Il modello standard
Il modello {\displaystyle k-\epsilon } contiene al suo interno dei termini non valutabili analiticamente, e che necessitano quindi di modellazione numerica. Il modello standard, proposto dal Launder e Spalding (1974) è quello più utilizzato in ambito industriale, visto l'importante sforzo di validazione dietro al modello. Le equazioni del modello verranno ora presentate, a partire da quella dell'energia cinetica turbolenta {\displaystyle k}:
{\displaystyle {\frac {\partial (\rho k)}{\partial t}}+{\frac {\partial (\rho ku_{i})}{\partial x_{i}}}={\frac {\partial }{\partial x_{j}}}\left[{\frac {\mu _{t}}{\sigma _{k}}}{\frac {\partial k}{\partial x_{j}}}\right]+2{\mu _{t}}{E_{ij}}{E_{ij}}-\rho \varepsilon }
Mentre per il termine dissipativo ({\displaystyle \epsilon }):
{\displaystyle {\frac {\partial (\rho \varepsilon )}{\partial t}}+{\frac {\partial (\rho \varepsilon u_{i})}{\partial x_{i}}}={\frac {\partial }{\partial x_{j}}}\left[{\frac {\mu _{t}}{\sigma _{\varepsilon }}}{\frac {\partial \varepsilon }{\partial x_{j}}}\right]+C_{1\varepsilon }{\frac {\varepsilon }{k}}2{\mu _{t}}{E_{ij}}{E_{ij}}-C_{2\varepsilon }\rho {\frac {\varepsilon ^{2}}{k}}}
| Variazione di k o ε + Trasporto k o ε per convezione = trasporto k o ε per diffusione + Produzione k o ε - Riduzione k o ε |

Dove:
{\displaystyle u_{i}} rappresenta la componente della velocità nella direzione corrispondente
{\displaystyle E_{ij}} rappresenta la componente del tensore di deformazione
{\displaystyle \mu _{t}} rappresenta la viscosità turbolenta
{\displaystyle \mu _{t}=\rho C_{\mu }{\frac {k^{2}}{\varepsilon }}}
L'equazione contiene alcune costanti di calibrazione {\displaystyle \sigma _{k}}, {\displaystyle \sigma _{\varepsilon }} , {\displaystyle C_{1\varepsilon }} e {\displaystyle C_{2\varepsilon }}. Il valore di queste costanti derivano da risultati sperimentali, e i valori standard utilizzati sono:

 {\displaystyle C_{\mu }=0.09} Template:Spazio {\displaystyle \sigma _{k}=1.00} Template:Spaces {\displaystyle \sigma _{\varepsilon }=1.30} Template:Spaces {\displaystyle C_{1\varepsilon }=1.44} Template:Spaces {\displaystyle C_{2\varepsilon }=1.92}

## Applicazioni
Il modello {\displaystyle k-\epsilon } è stato specificamente tarato utilizzando strati limite planari and recirculating flows.. Questo modello è quello più largamente utilizzato e validato, con applicazioni che spaziano dal mondo industriale a flussi non confinati, spiegandone la popolarità. La sua applicazione principale è a flussi non confinati con ridotti gradienti di pressione avversi, come a casi confinati dove gli stress di Reynolds risultano preponderanti. 
Gli svantaggi di questo modello rispetto ai più semplici modelli basati sulla lunghezza di miscelazione sono legati alla maggiore richiesta in termini di memoria, vista la necessità di risolvere due equazioni aggiuntive. Il modello risulta non appropriato nel caso di presenza di forti gradienti di pressione avversi (come ad esempio nel caso di compressori). Il modello inoltre si mostra inaccurato nel caso di strati limite curvi, nel caso di flussi rotazionali, e per flussi in condotti a sezione non circolare.

## Altre formulazioni
Modello k- ε Realizable: uno dei vantaggi principali di questa formulazione del modello è il miglioramento delle performance per getti, flussi rotazionali, e nel caso di strati limite con gradienti di pressioni avverse con separazioni e ricircoli. 